# Bussea perrieri
Bussea perrieri är en ärtväxtart som beskrevs av René Viguier. Bussea perrieri ingår i släktet Bussea och familjen ärtväxter. Inga underarter finns listade i Catalogue of Life.